# God's Favorite Idiot
God's Favorite Idiot è una serie televisiva statunitense creata e prodotta da Ben Falcone e distribuita da Netflix.

## Trama
Dopo essere stato colpito da un fulmine proveniente da una nuvola angelica, Clark ha improvvisamente la capacità di brillare. Inoltre attorno a lui suona più volte la canzone Sign of the Times di Harry Styles. I suoi colleghi, tra cui la sua ragazza Amily, credono questo fenomeno possa essere in qualche modo correlato a Dio. Le loro paure sono confermate quando un angelo dice a Clark che deve essere il messaggero di Dio e deve impedire che l'Apocalisse avvenga.

## Episodi
| Stagione       | Episodi | Pubblicazione USA | Pubblicazione Italia |
| -------------- | ------- | ----------------- | -------------------- |
| Prima stagione | 8       | 2022              | 2022                 |

## Personaggi e interpreti

### Personaggi principali
- Clark Thompson, interpretato da Ben Falcone.[1]
- Amily Luck, interpretata da Melissa McCarthy.[1]
- Satana, interpretata da Leslie Bibb.[2]
- Gene, interpretato da Kevin Dunn.[2]
- Chamuel, interpretato da Yanic Truesdale.[3]
- Mohsin Raza, interpretato da Usman Ally.[3]
- Wendy, interpretata da Ana Scotney.[3]
- Tom, interpretato da Chris Sandiford.[3]
- Frisbee, interpretato da Steve Mallory.[3]

## Produzione
La prima stagione prevedeva originariamente un totale di 16 episodi, che in fase di riprese, sono stati suddivisi in due stagioni di 8 episodi l'una. Tuttavia la produzione dei rimanenti otto episodi è stata interrotta.